# Mxmtoon

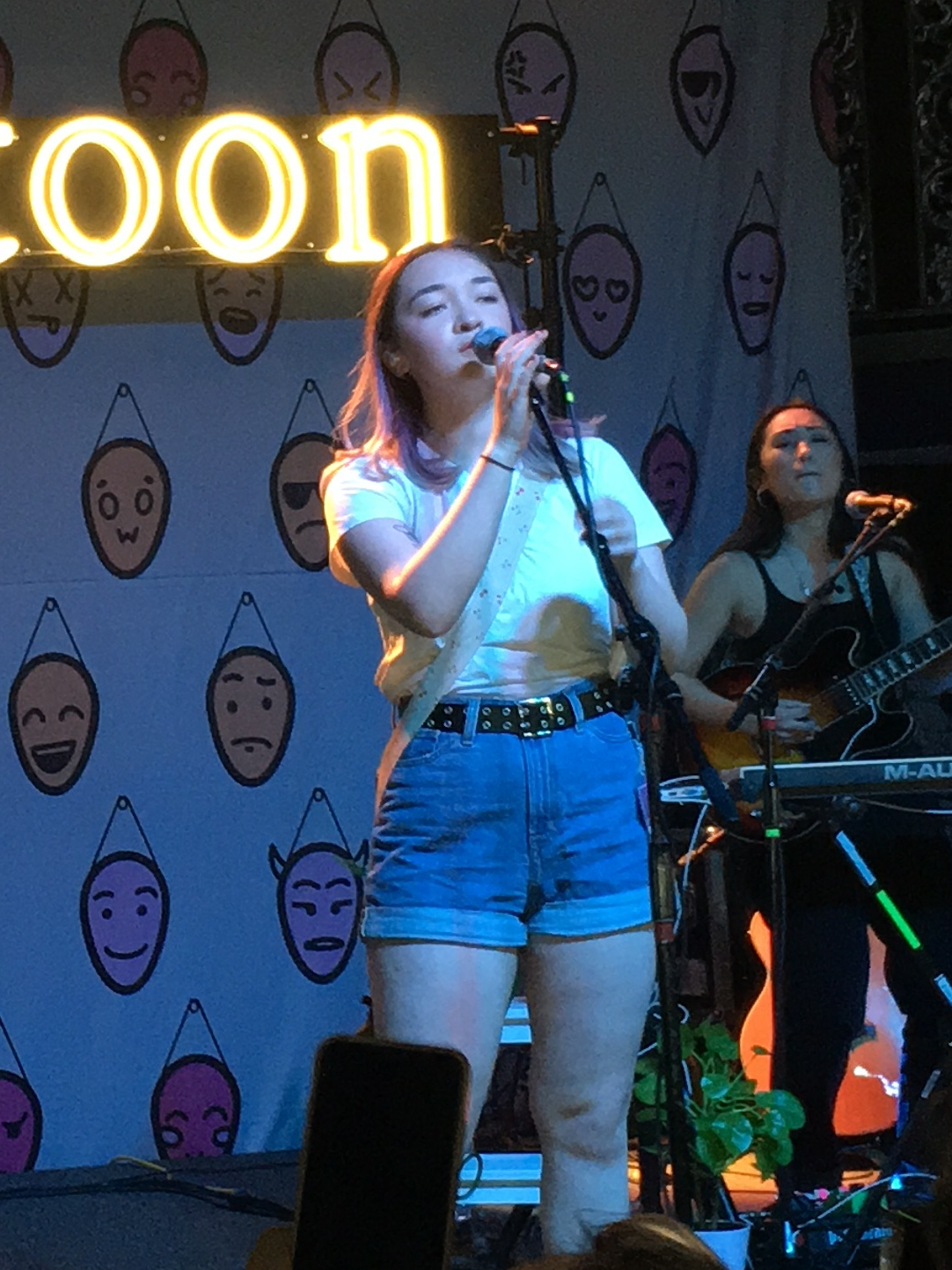
Mxmtoon (2019)

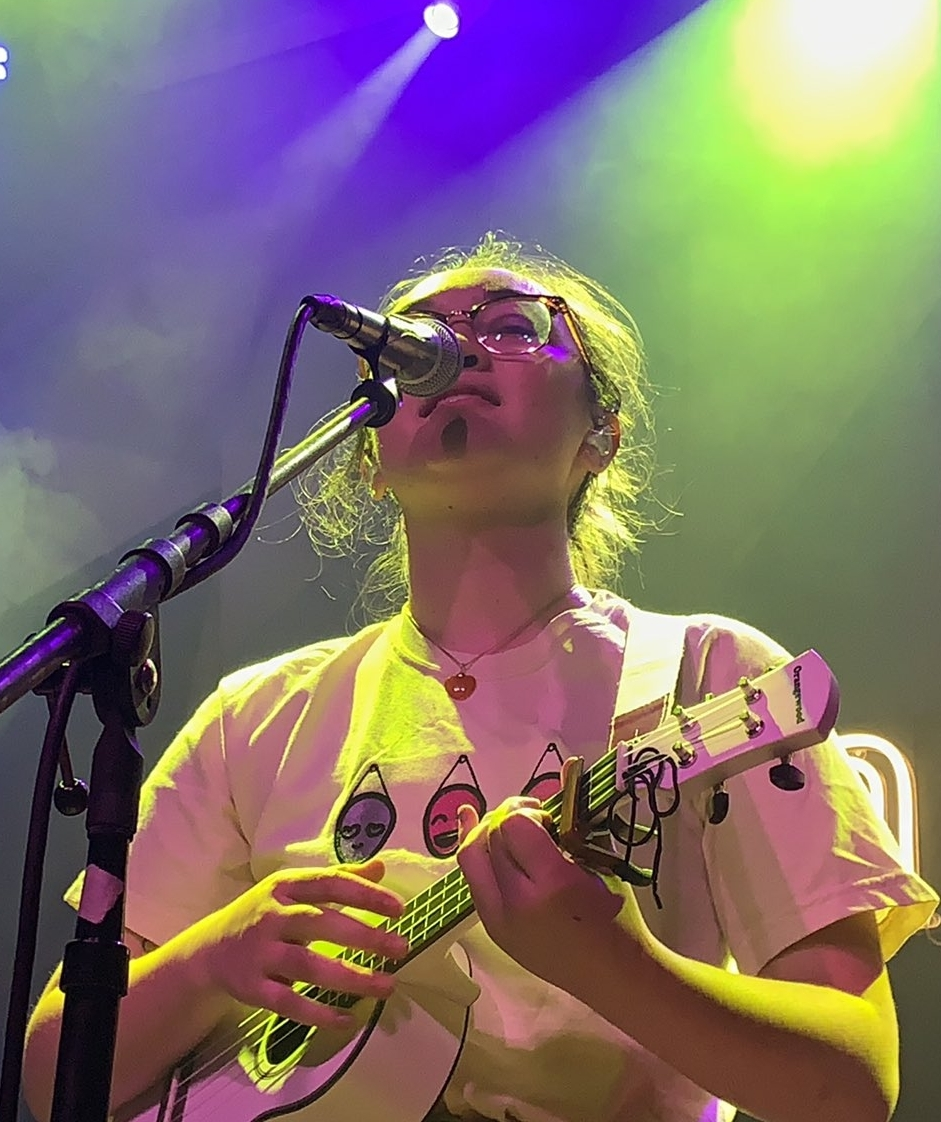
Mxmtoon (2019)

Maia (* 9. Juli 2000 in Oakland, Kalifornien), bekannt als mxmtoon /ɛm.ɛksˈɛm.tuːn/, ist eine US-amerikanische Liedermacherin und YouTuberin. Ihre Musik ist durch gefühlsame, konfessionelle Texte gekennzeichnet und verwendet oft die Ukulele.

## Karriere
In der 1. Schulklasse lernte sie Violine, später Cello und Trompete. Als sie in der 5. Klasse mit Cello in die Schul-Band eintreten wollte, wurde sie als Sängerin aufgenommen. In der 6. Klasse lernte sie Gitarre, teils von ihrem Vater. Im September 2013 startete sie einen YouTube-Kanal. Dann schrieb sie ihr erstes Lied mit Ukulele, das sie aber erst 2018 unter ihrem Online-Namen mxmtoon hochlud.
2018 veröffentlichte sie ihre erste EP Plum Blossom. Ihr Debütalbum The Masquerade kam im September 2019 heraus. Kurz darauf folgten die Zwillings-EPs Dusk und Dawn im Jahr 2020. Für das 2021 veröffentlichte Videospiel Life Is Strange: True Colors lieh sie der Hauptfigur für einige Szenen mit Gesang ihre Stimme. Die EP True Colors (From Life Is Strage) erreichte im Juli 2022 Platz 83 der Billboard-Charts. Ihr zweites Studioalbum Rising erschien am 20. Mai 2022.

## Persönliches
Maia kam in Oakland, Kalifornien, zur Welt und wuchs bei Lake Merritt auf. Ihren vollen Namen hält sie geheim. Ihre Mutter ist chinesische Amerikanerin, ihr Vater hat deutsche und schottische Vorfahren. 
Maia identifiziert sich als „junge, bisexuelle, farbige Frau mit Einwanderungshintergrund“ und lebt aktuell in New York.

## Diskographie

### Studioalben
- The Masquerade, selbst veröffentlicht
- Rising, 	Awal Recordings America, Inc.

### EPs
| Jahr | Titel                             | Höchstplatzierung, Gesamtwochen, AuszeichnungChartsChartplatzierungen (Jahr, Titel, Platzierungen, Wochen, Auszeichnungen, Anmerkungen) | Anmerkungen |
| Jahr | Titel                             | US | Anmerkungen |
| ---- | --------------------------------- | --- | ----------- |
| 2022 | True Colors (From Life Is Strage) | US83 (1 Wo.)US |             |

### Singles
- 2017: Falling for U (mit Peachy!, US: Gold)[7]
- 2019: Prom Dress (US: Platin)